# Conjunto de grabados rupestres de Fentáns

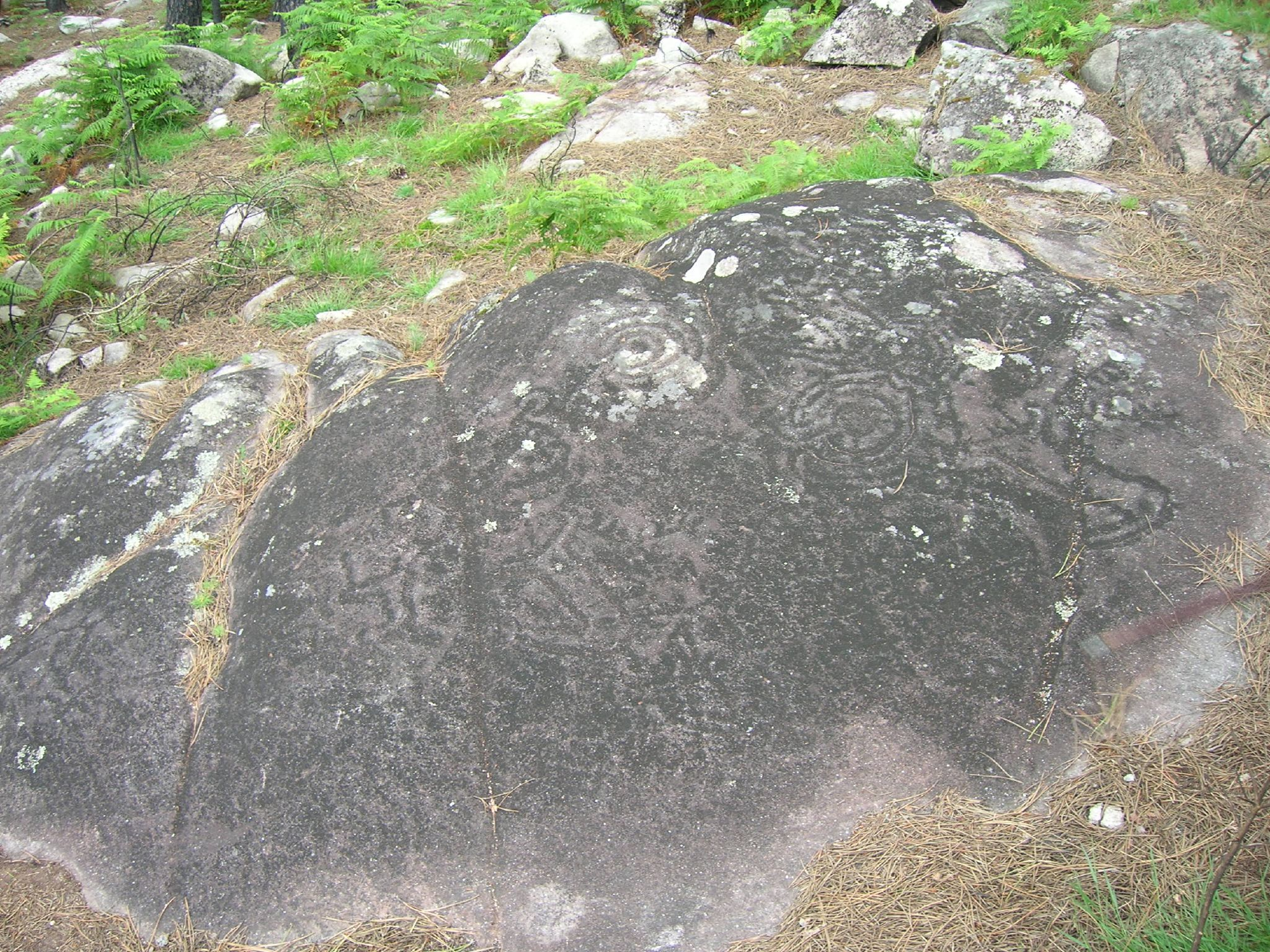
Petroglifos de Fentáns

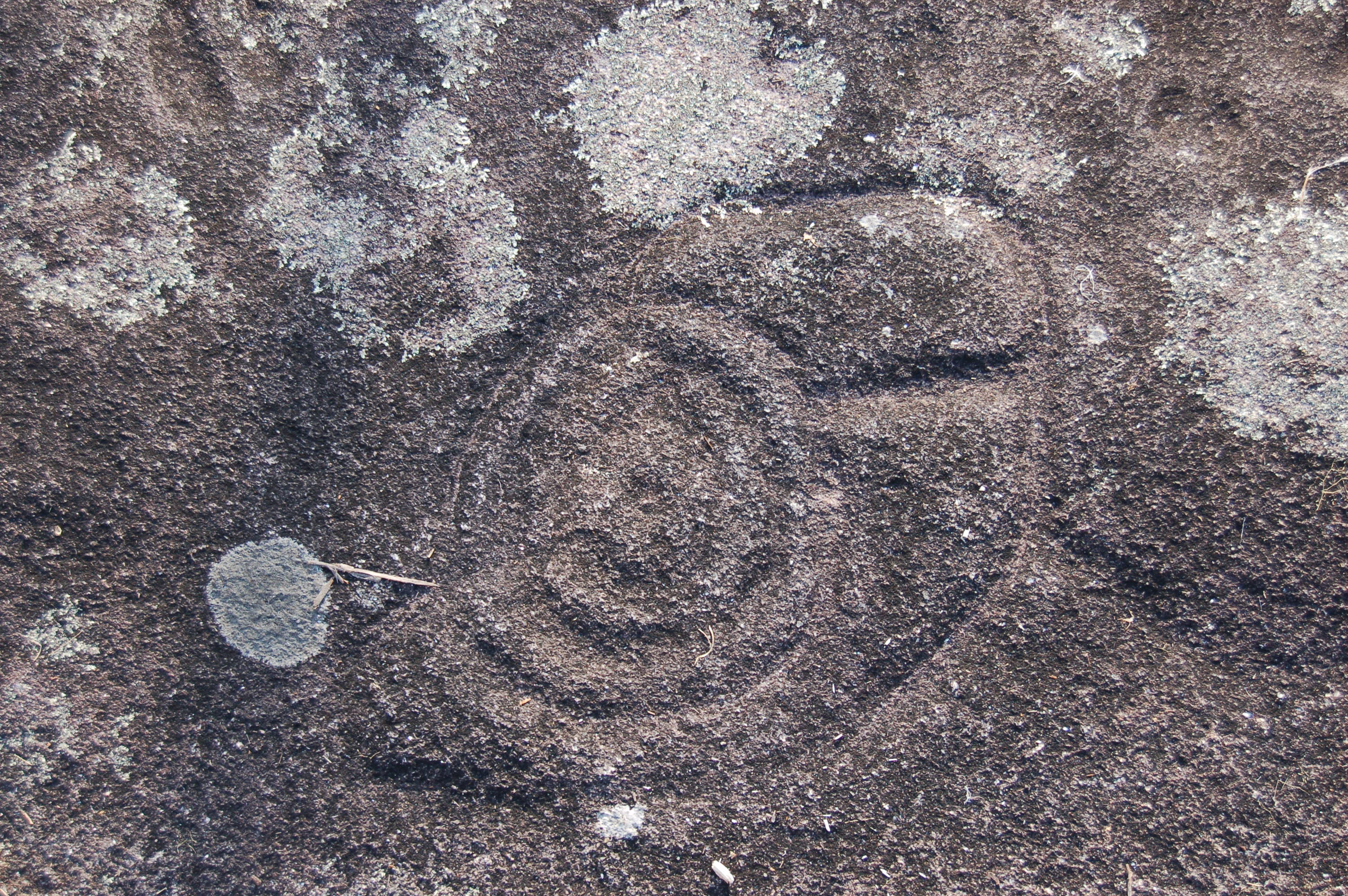
Uno de los motivos de Pedra das Ferraduras

El conjunto de grabados rupestres de Fentáns es un área arqueológica formada por cerca de trescientos grabados al aire libre, una cifra que la convierte en una de las principales referencias del Grupo Galaico de Arte Rupestre. Está situado en San Jorge de Sacos, una parroquia del municipio de Cerdedo-Cotobade, provincia de Pontevedra (España). Forma parte del conjunto de arte rupestre de Terras de Pontevedra.
La mayor parte de los petroglifos que se encuentran dentro de este conjunto se atribuyen a la Edad de Hierro y a la Edad de Bronce. Los investigadores creen que los más antiguos se hicieron golpeando las rocas con cuarzo, mientras que los otros ya se tallaron haciendo uso de algún utensilio metálico. Los motivos abstractos y geométricos son muy numerosos, aunque son más los grabados que recrean figuras antropomorfas y animales.

## Características
El conjunto de Fentáns acoge cerca de 300 grabados, si bien tres destacan sobre los demás.
- La Pedra das Ferraduras es una de las estaciones más conocidas. En la parte superior de esta roca se representa uno de los mejores ejemplos de huellas de cérvidos y bóvidos que se conservan, que parecen caminar hacia una combinación de círculos concéntricos. La parte sur está dominada por una escena de caza o acoso, formada por siete figuras antropomorfas muy esquematizadas que portan arma y rodean a los ciervos. La roca contiene además tres diseños de los denominados ídolos-cilindros.
- La Laxe dos Cebros sobresale por su diseño laberíntico con un gran cazoleta central. Alrededor de este diseño se disponen varios cérvidos y diferentes combinaciones circulares, con la peculiaridad de que todas las figuras están unidas entre sí en mayor o menor medida.
- El Couto do Rapadoiro está localizado en una pequeña roca en la que se aprecian cuatro combinaciones circulares. En la parte inferior se distingue lo que podría ser un posible ídolo, una combinación circular y un cérvido acompañado de una figura humana que parece herirlo. En la parte derecha está representado otro cérvido.

Además, esta área incluye otros grabados y petroglifos, entre otros, los conocidos como Chan do Rapadoiro, Outeiro da Besta, Portela das Rozas Vellas, Laxe dos Cebros, Coto da Braña, Outeiro Morcego, Coto dos Porros, Tras a Rasa o Quenlla do Lixo.

## Otros grabados rupestres en Cotobade
Junto con la Pedra das Ferraduras, el otro gran conjunto rupestre de Cotobade es el situado en el Outeiro do Lombo da Costa, también en San Xurxo de Sacos. Acumula más de la mitad de los petroglifos del Monte Arcela en sus más de treinta metros cuadrados y sus cerca de 20 rocas grabadas. En este conjunto se sitúan, por ejemplo, el petroglifo conocido como Laxe das Rodas, con unas cincuenta combinaciones de círculos concéntricos de variada tipología y numerosos cérvidos de pequeño tamaño, y el Laxe do Cuco, una roca plana que representa figuras de cérvidos, combinaciones circulares y cazoletas
Además, en la parroquia de Viascón está situada la estación de Portela da Laxe, integrada por un conjunto de rocas que presentan un gran repertorio de motivos como paletas o esvásticas soliformes, o Laxe das Coutadas, una roca de granito en donde se combinan círculos concéntricos con figuras zoomórficas. Y en Aguasantas se conserva la estación de Porteliña da Corte, un conjunto de grabados divididos en cinco rocas y que presenta un gran número de cazoletas, alrededor de veinte combinaciones circulares y un cuadrúpedo.